# Hannah Montana a Miley Cyrus: To nejlepší z obou světů
Hannah Montana & Miley Cyrus: Best of Both Worlds Concert, také známý jako The Best of Both Worlds Concert, je americký filmový koncert z roku 2008 od Walt Disney Pictures uvedený ve 3D. V kinech ve Spojených státech a Kanadě běžel původně po dobu jednoho týdne, 1.–7. února 2008, s v jiných zemích až později. Film režíroval Bruce Hendricks a produkoval Art Repola.
Světovou televizní premiéru na Disney Channel měl 26. července 2008. Na premiéru se dívalo 5,9 milionů diváků.

## Obsazení
- Miley Cyrus  jako Hannah Montana  a ona sama
- Kenny Ortega jako on sám
- Jonas Brothers  jako oni sami
- Billy Ray Cyrus jako on sám

Film dostal 70% na Rotten Tomatoes a 56% na Metacritc.[zdroj?]

## Seznam písní

### Úvodní píseň
1. "We Got the Party"

### Hannah Montana
1. "Rock Star"
2. "Life What You Make It"
3. "Just Like You"
4. "Nobody's Perfect"

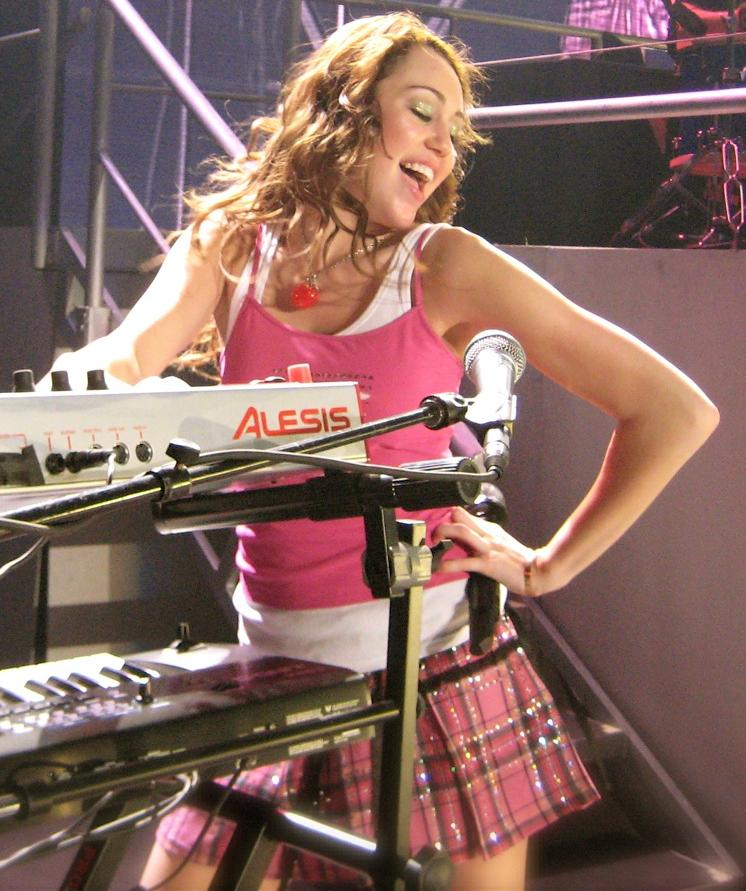
Miley Cyrus hraje na klávesy při Best of Both World Tour

5. "Pumpin 'Up The Party" (bonusový song na DVD verzi)
6. "I Got Nerve"
7. "We Got The Party" (spolu s Jonas Brothers)
8. "When You Look Me in the Eyes"
9. "Year 3000"

### Miley Cyrus
1. "Start All Over"
2. "See You Again"
3. "Let's Dance"
4. "Right Here"
5. "I Miss You"
6. "(G.N.O.) Girls Night Out"
7. "The Best of Both Worlds"
8. "If We Were Movie"

Závěrečné titulky
1. "If We Were Movie"